# Proxyphylline
Proxyphylline là một dẫn xuất methylxanthine và dẫn xuất của theophylline. Proxyphylline làm giãn cơ trơn, đặc biệt là cơ phế quản. Xanthine này rất có thể phát huy tác dụng của nó bằng cách ức chế phosphodiesterase cAMP hoặc cGMP, do đó làm tăng mức độ của chất truyền tin thứ hai cAMP hoặc cGMP nội bào. Các phương thức hoạt động khác bao gồm tác dụng đối kháng adenosine đối với hoạt động của tế bào lympho CD4 và giải phóng chất trung gian từ tế bào mast, do đó làm giảm độ nhạy cảm của phổi đối với các chất gây dị ứng và các chất khác gây viêm. Proxyphylline hoạt động như một chất kích thích thần kinh trung ương và có tác dụng điều hòa nhịp tim và co bóp cơ tim tích cực cũng như là thuốc giãn mạch và thuốc giãn phế quản.